# Hodonice (Boêmia do Sul)
Hodonice é uma comuna checa localizada na região da Boêmia do Sul, distrito de Tábor.